# Flavius Optatus
Flavius Optatus († 337 n. Chr.) war ein römischer Rhetoriker und Konsul im Jahr 334 n. Chr. unter Kaiser Konstantin dem Großen.

## Leben
Optatus ist vor allem durch die Erwähnung in der Rede Pro Thalassio (Oratio 42) des Rhetorikers Libanios bekannt. Demnach war Optatus Rhetoriker und unterrichtete Licinius den Jüngeren, den Sohn des Kaisers Licinius. Nach der Niederlage des Licinius gegen Konstantin soll Optatus seinen Einfluss am kaiserlichen Hof durch die Unterstützung seiner Frau gesichert haben, die laut Libanios persönliche Beziehungen nutzte, um seine Karriere zu fördern.
Optatus wurde von Konstantin als einer der Ersten mit dem Titel Patricius ausgezeichnet. Im Jahr 334 wurde er zusammen mit Amnius Anicius Paulinus Konsul. Libanios erwähnt, dass Optatus großen Reichtum anhäufte.
Im Jahr 337, nach dem Tod Konstantins, wurde Optatus in den Säuberungsaktionen der Söhne Konstantins getötet, die auf Mitglieder der kaiserlichen Familie und deren Umfeld abzielten.